# Ezcabarte
Ezcabarte – gmina w Hiszpanii, w Nawarze, o powierzchni 34,15 km². W 2011 roku gmina liczyła 1707 mieszkańców.